# Vương quốc Holland
Vương quốc Holland (tiếng Hà Lan: Koningrijk Holland (đương đại), Koninkrijk Holland (hiện đại); tiếng Pháp: Royaume de Hollande) được Hoàng đế Napoleon thiết lập như một vương quốc bù nhìn và đưa người em thứ 3 là Louis Napoléon Bonaparte lên làm vua, với mục đích để kiểm soát Hà Lan tốt hơn. Tên của vương quốc được đặt theo tên tỉnh Holland - tỉnh quan trọng nhất của Hà Lan. Năm 1807, Đông Frisia và Jever được thêm vào vương quốc.
Năm 1809, sau Chiến dịch Walcheren, Vương quốc Holland phải nhượng toàn bộ lãnh thổ phía Nam sông Rhine cho Đệ Nhất Đế chế Pháp. Cũng trong năm 1809, các lực lượng Hà Lan chiến đấu bên phía Pháp đã tham gia đánh bại cuộc nổi dậy chống Nhà Bonaparte của Đức do Ferdinand von Schill lãnh đạo tại Trận Stralsund.
Vua Louis đã không thực hiện theo mong muốn của Napoleon - ông đã cố gắng phục vụ lợi ích của Hà Lan thay vì là lợi ích của nước Pháp - và vương quốc bị giải thể vào năm 1810, sau đó Hà Lan bị sáp nhập vào Pháp cho đến năm 1813. Vương quốc Holland bao phủ khu vực thuộc Hà Lan ngày nay, ngoại từ Limburg và các phần của Zeeland, vốn là lãnh thổ của Pháp và có thêm Đông Frisia. Đây là chế độ quân chủ chính thức đầu tiên ở Hà Lan kể từ năm 1581.
Chính nền tảng của Vương quốc Holland đã tạo điều kiện cho Vương tộc Orange lên nắm quyền quân chủ Hà Lan sau khi Napoleon sụp đổ, vị thế này đã giúp chấm dứt trình trạng mơ hồ kéo hài hàng thế kỷ trước đó, cũng như chấm dứt sự xung đôt và bất ổn trong suốt lịch sử của Cộng hòa Hà Lan.